# Monster Trucks
Monster Trucks es una película estadounidense de aventuras producida por Paramount Animation, Nickelodeon Movies y Disruption Entertainment para Paramount Pictures. Fue dirigida por Chris Wedge y escrita por Derek Connolly a partir de una historia de Jonathan Aibel, Glenn Berger y Matthew Robinson. Protagonizada por Lucas Till, Jane Levy, Amy Ryan, Rob Lowe, Danny Glover, Barry Pepper y Holt McCallany, relata la historia de un joven que inicia una amistad con un monstruo que vive en su camioneta.
La película fue estrenada el 21 de diciembre de 2016 en Francia, y llegó a los cines el 13 de enero de 2017 ante una recepción crítica mixta. Monster Trucks alcanzó 64 millones de dólares en taquilla a nivel mundial, ante un presupuesto de 125 millones. En años recientes, y después de llegar a algunas plataformas de streaming, el filme ha recibido críticas más entusiastas, e incluso ha logrado el estatus de película de culto, según Douglas Laman del portal especializado Looper.

## Sinopsis
La compañía Terravex se encuentra en medio de una perforación petrolífera, cerca de un lago en Dakota del Norte, que está siendo supervisado por el CEO, Reece Tenneson (Rob Lowe), y el geólogo Jim Dowd (Thomas Lennon). Durante la misma, se topan con una bolsa de agua subterránea, pero se manda continuar con la perforación a través de ella. Al comprobar por las cámaras de la perforadora el estado de las aguas, se puede observar luminiscencia, y por lo tanto posibles indicios de vida. De pronto, la diferencia de presión entre la bolsa y la superficie, hace que estallen todas las bombas, y 3 criaturas salen disparadas al aire, impactando con materiales de la perforación. En su intento de huida, dos de ellas son capturadas por Terravex, y la restante consigue esconderse en una camioneta. Mientras tanto, Tripp (Lucas Till), un estudiante de último curso de instituto, trata de evadirse de la vida y el pueblo en los que se encuentra atrapado desde que nació. Para ello construye una camioneta a partir de piezas y restos de coches de desguace, en el cual trabaja a tiempo parcial. Meredith, Jane Levy, es elegida como tutora para ayudar a Tripp en biología, la cual posee unos inmensos conocimientos en esa asignatura. A pesar de los intentos por ayudar a Tripp, él no tiene tiempo para eso dado que tiene que terminar su coche. Una noche, Tripp, se encuentra con la criatura que escapó en el depósito de chatarra, bebiéndose las latas de aceite que allí guardaban y lo consigue capturar, pero la criatura se escapa antes de que pueda ser encontrada por las autoridades del condado, después de que Tripp les avisara.
Al día siguiente, Tripp decide hacer una trampa para la criatura, poniendo aceite debajo de una machacadora, y así poder aplastarla. Pero Tripp descubre que en realidad es una criatura que no pretende hacerle daño, haciéndose rápidamente amigos y nombrándolo Creech. Y para más problemas, los agentes contratados por Terravex, Burke (Holt McCallany), y sus trabajadores, aparecen en el desguace gracias a la información proporcionada por los policías del condado. La criatura evade a Burke y se esconde en la camioneta que estaba reconstruyendo Tripp, cuando además aparece Meredith por el desguace con la intención de ayudar a Tripp en sus estudios. Tras la persecución, Meredith, les proporciona asilo temporal a Creech, la criatura, y a Tripp, pudiendo modificar la camioneta con las herramientas de su padre. Allí Tripp descubre las sorprendentes habilidades de Creech, que hacen que pueda controlar la camioneta, siendo además el motor que la podía mover. Mientras tanto, en Terravex, siguen preocupados por el incidente de la plataforma de perforación, puesto que les cerrarían la planta al enterarse la gente de medio-ambiente que allí se encontraba un ecosistema y Terravex estaba perforándolo. Por ello, Jim Dowd, el geólogo, estudia la forma de conectar las galerías con la superficie, y también la dieta de las dos criaturas, las cuales ahora están siendo mantenidos en cautiverio en Terravex.
Cuando Creech tiene la sensación de que algo malo va a pasar con las otras criaturas, decide ir a rescatarlos, dejando a Tripp y Meredith solos. Pero, ellos deciden salir a buscar a Creech, puesto que no sabían por qué se había ido. Cuando localizan a Creech gracias a Meredith, son llevados a las instalaciones y descubren que Terravex tiene a otras 2 criaturas encerradas en depósitos de agua. Allí, capturan a Creech, a Tripp, y a Meredith, y estos 2 últimos son expulsados de las instalaciones. Durante el trayecto para salir de allí, Jim Dowd les ofrece información a cambio de poder ayudar a esas criaturas, contándoles que pretendían matarlas llevándolas en camión al día siguiente a un cementerio de residuos; e intoxicar todas las galerías con veneno para extraer el petróleo, y aniquilar el ecosistema. Por ello, Tripp pide ayuda al Sr. Weathers, jefe de Tripp en el desguace, y le consigue una camioneta procedente de un embargo, consiguiendo además otra de su mejor amigo Sam, Tucker Albrizzi, cuyo padre es dueño de un concesionario de coches. Así, en el garaje del concesionario modifican ambas camionetas, y llevan la de Tripp, para que pudiesen caber las criaturas después de capturar al día siguiente el camión que las llevaba. Con la ayuda de Jim, secuestran el camión, y se dirigen al punto que conecta las galerías con la superficie para soltar allí a las criaturas. De repente, aparecen Burke y su grupo, que tratan de capturarlos a todos y frenarlos en sus intenciones.
En el camino, Rick ayuda a Tripp y al grupo a escapar de Burke. Después de darse cuenta de que el veneno se ha insertado, Tripp se enfrenta directamente con Burke, que intenta empujarlo hacia el agujero de perforación, y Tripp vuelca la camioneta de Burke, destruyendo la máquina del veneno, pero no sin caer al agujero. Creech lo salva de ahogarse antes de que él y sus padres se vayan a casa y Terravex es expuesto por el grupo para la experimentación que estaba dañando el hábitat de la criatura. Tenneson es arrestado, Tripp y Rick desarrollan en buenos términos y juntos crean un nuevo motor para el camión, y Tripp y Meredith comienzan una relación.

## Elenco
- Lucas Till[1] como Tripp, un estudiante de secundaria, que intenta proteger al monstruo que lo nombró, "Creech" en ocultarlo en su camión, quienes lo intentan cazar y destruir, con toda su especie.
- Jane Levy[1] como Meredith, la amiga de Tripp, tutora y el interés amoroso.
- Amy Ryan[2] como Cindy, la madre de Tripp.
- Holt McCallany[3] como Burke, hombre de confianza de Reece y uno de los villanos de la película.
- Rob Lowe[4]  como Reece Tenneson, CEO y principal antagonista de la película.
- Danny Glover[5] como el Sr. Weathers, jefe de Tripp en el desguace y parapléjico.
- Frank Whaley[5] como Wade Coley, ausente padre de Tripp y exmarido de Cindy, siendo desconfiable.
- Barry Pepper[6] como Rick, el sheriff local y nuevo novio de Cindy.
- Thomas Lennon[7] como el Dr. Bill Dowd, un científico que ayuda a Tripp, Meredith y Sam en proteger a Creech y otras 2 criaturas.
- Tucker Albrizzi[8] como Sam Geldob, el mejor amigo de Tripp.

## Producción

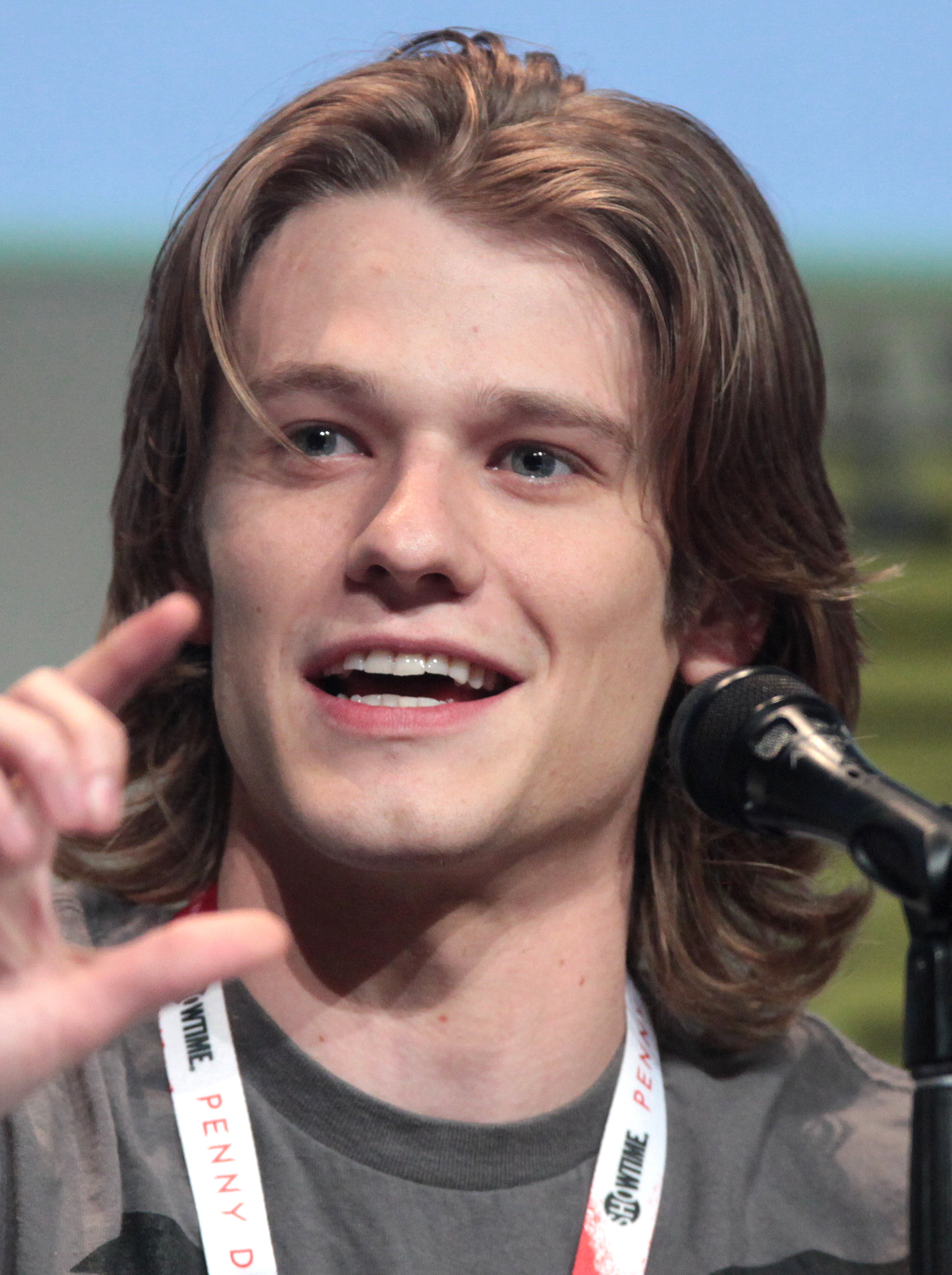
Lucas Till fue anunciado como protagonista de Monster Truck en febrero de 2013

El 31 de julio de 2013, Paramount Animation anunció que se encontraban desarrollando una película animada de acción con un presupuesto de $100 millones titulada Monster Trucks, con Jonathan Aibel y Glenn Berger como escritores, y Chris Wedge en la labor de director. El 19 de febrero de 2013, Jane Levy y Lucas Till fueron anunciados como protagonistas, y el 24 de marzo de 2014 Amy Ryan aceptó estar en la película. Más tarde en esa semana, Holt McCallany se unió al elenco como el villano principal. El 1 de abril de 2014, Frank Whaley y Danny Glover se vincularon al reparto, y ese mismo mes se anunció la llegada de Thomas Lennon. El 14 de abril de 2014, Barry Pepper se unió al elenco, al igual que Tucker Albrizzi (reconocido por su papel en la serie Big Time Rush), quien fue anunciado diez días después. Finalmente, se anunció a Rob Lowe como miembro del reparto el 29 de abril.
En diciembre de 2013 los medios confirmaron que la producción de la película empezaría en abril de 2014 en Vancouver y terminaría en julio. El rodaje empezó el 4 de abril de 2014 en Kamloops, con secuencias de filmación en mayo en Chilliwack, Columbia Británica.

## Lanzamiento
La fecha de estreno se cambió varias veces. Inicialmente se fijó para el 29 de mayo de 2015, pero el 26 de enero del mismo año, se anunció que el filme se estrenaría el 25 de diciembre de 2015, una fecha asignada inicialmente para Mission: Imposible - Rogue Nation (película también distribuida por Paramount Pictures). El 5 de mayo de 2015 el estreno sufrió un nuevo retraso hasta el 18 de marzo de 2016. El 10 de noviembre de 2015 una vez más se cambió la fecha para el 13 de enero de 2017.

## Recepción

### Taquilla
Monster Trucks recaudó 33,4 millones de dólares en Estados Unidos y Canadá y 31,1 millones en otros territorios, con un total mundial de 64,5 millones de dólares en concepto de taquilla.
En Norteamérica se estrenó junto con otras películas como The Bye Bye Man, Sleepless, Silence, Patriots Day y Live by Night, y se esperaba que recaudara entre 8 y 10 millones de dólares en poco más de tres mil cines en su fin de semana de estreno. Recaudó finalmente 11 millones de dólares (14,2 millones en los cuatro días del fin de semana del MLK), figurando en séptimo lugar en la taquilla.
Debido a su presupuesto de 125 millones de dólares, así como a las cantidades adicionales gastadas en promoción, la película fue calificada como un fracaso de taquilla. Deadline Hollywood calculó que el filme hizo perder al estudio 123,1 millones de dólares, si se tienen en cuenta todos los gastos e ingresos.

### Crítica
En el sitio web Rotten Tomatoes, la película tiene un índice de aprobación del 32% basado en 98 críticas y una calificación media de 4,6/10. El consenso afirma: "A pesar de los destellos de inspiración, el singular concepto de Monster Trucks demuestra que se necesitan más que monstruos y camiones para crear un largometraje convincente". En Metacritic tiene una puntuación de 41 sobre 100 basada en 23 críticas, lo que indica "reseñas mixtas". Sin embargo, algunas reseñas contemporáneas han sido más benevolentes con la cinta. Kristy Puchko la citó como un "tesoro que se siente como una reliquia embriagadora de los años 1990" en la encuesta de críticos de IndieWire de 2017 sobre las películas de Hollywood "más locas del siglo XXI", mientras que Sean Egan la calificó como un "dibujo animado de acción real que recuerda a las películas familiares de Amblin" en la lista de AM New York Metro de las mejores películas de 2017. Además, el público encuestado por CinemaScore dio a la película una calificación media de "A" en una escala de A+ a F.
En la década de 2020, la reputación de la película había mejorado ligeramente, con Douglas Laman de Looper argumentando que se había desarrollado un seguimiento de culto para la película, mientras que Chris Evangelista escribió un ensayo para The Guardian enunciando los méritos del filme.